# Waterdunen (zone protégée)

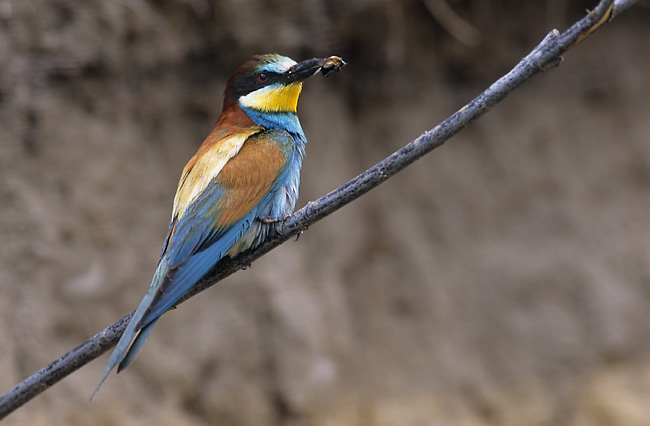
Guêpier

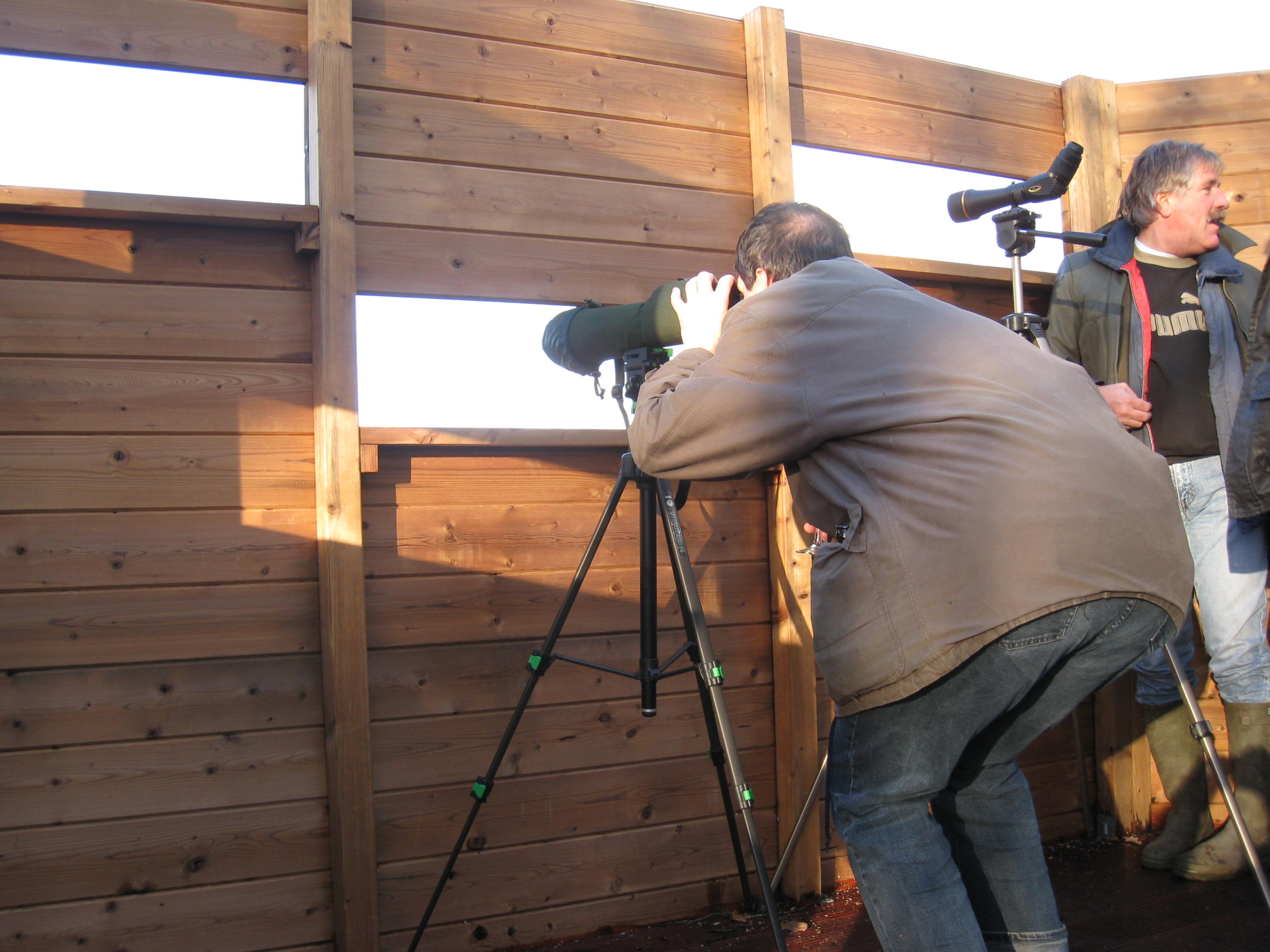
Cabane d'ornithologues.

Waterdunen est une zone protégée et récréative sur les rives de l'Escaut. À partir de 2012 un espace de loisirs d'environ 100 hectares a été aménagé, sur les rives de l'Escaut, près de Jong-Breskenspolder. Un camping est prévu, des travaux de terrassement devraient être achevés à la fin de 2014. Les visiteurs peuvent observer les oiseaux sur des écrans et bientôt dans des cabanes d'ornithologue. Cet endroit est situé sur un lieu de passages d'oiseaux migrateurs : ils peuvent se reposer, se laver, chercher de la nourriture et de l'eau potable (dans des mares d'eau douce). Certaines espèces rares peuvent être observés, comme le guêpiers.
Le nom du village noyé de Waterdunen a été repris. 

## Retombées économiques

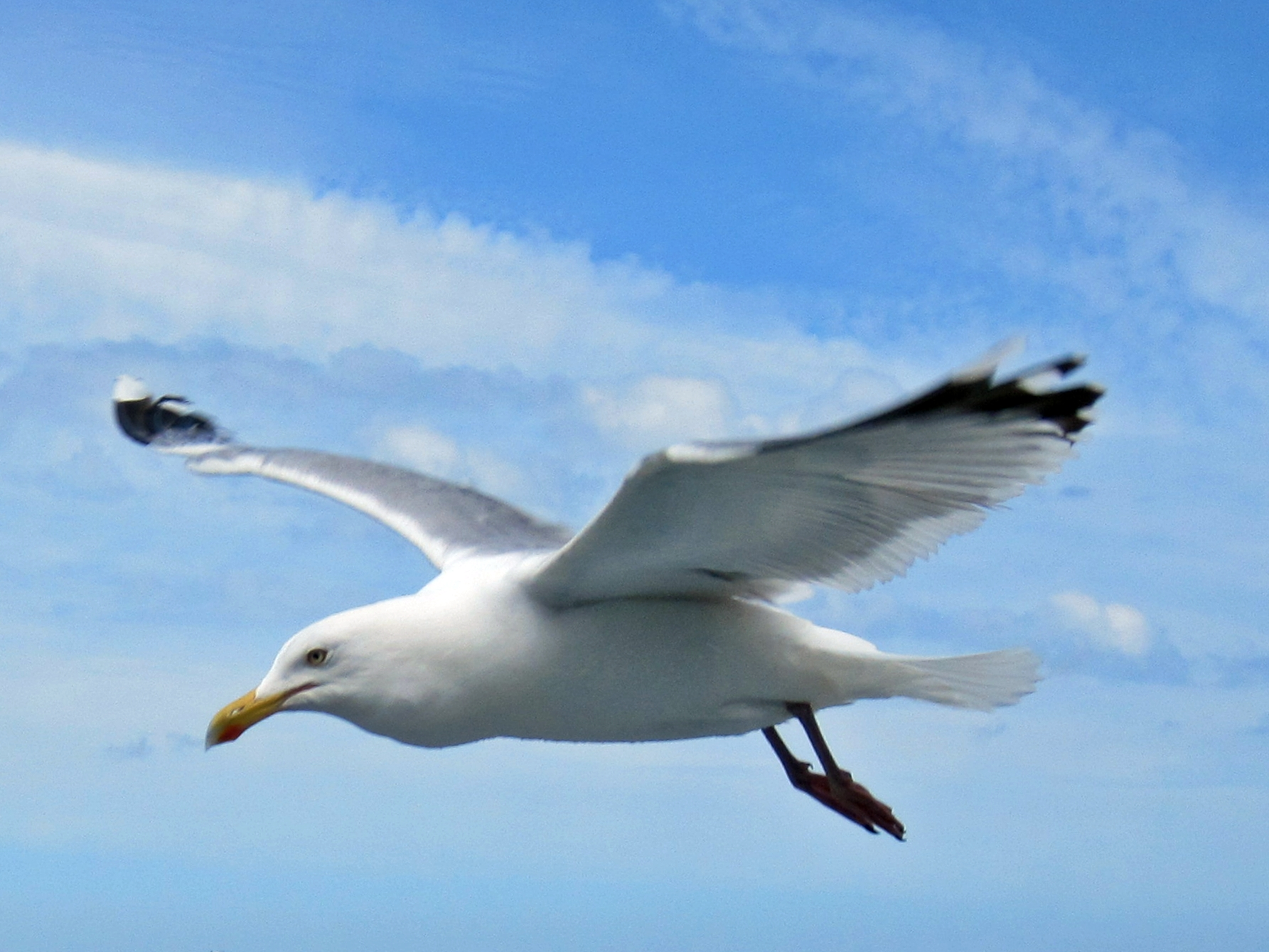
Les goëlands ont pris possession des zones nouvellement creusées

Les retombées économiques régionales de Waterdunen ont été examinés en 2007. Voici quelques chiffres clés du rapport[réf. nécessaire] :
- séjour supplémentaire de touristes chaque année : 283 000-360 000 €
- visiteurs d'un jour supplémentaire par an : 150 000 €
- emploi structurel supplémentaire : de 144 à 350 emplois
- dépenses supplémentaires (structurel) : 18 à 24 millions € / an

L'investissement important dans la construction de Waterdunen entraîne également une augmentation significative de l'emploi, des dépenses et revenus annexes municipaux. Les effets à l'échelle nationale sont étudiés dans une analyse coûts-avantages sociaux. Il a été conclu que le projet contribue positivement à l'économie nationale.

## Présentation du projet
Chaque année, du 1er mai au 1er octobre, sur le marché de Groede près de la grande église, une présentation du projet sur la Nature et les loisirs de Waterdunen  montre le lien pouvant exister entre la conservation de la nature, les loisirs, l'économie et le tourisme.